# Rock progressivo
Rock progressivo (também abreviado por prog rock ou prog) é um amplo gênero de rock que se desenvolveu no Reino Unido e nos Estados Unidos em meados da década de 1960, atingindo o pico no início da década de 1970.
Inicialmente denominado "pop progressivo", o estilo era uma consequência de bandas psicodélicas que abandonaram as tradições pop padrão em favor de instrumentação e técnicas de composição mais frequentemente associadas ao jazz, folk, ou música clássica. Elementos adicionais contribuíram para seu rótulo de "progressivo": as letras eram mais poéticas, a tecnologia era aproveitada para novos sons, a música se aproximava da condição de "arte" e o estúdio, mais do que o palco, tornou-se o foco da atividade musical , que muitas vezes envolvia criar música para ouvir em vez de dançar.
O estilo musical buscava uma fusão da música pop e do rock com outros gêneros de harmonia mais complexa. Na sua essência, o som progressivo extrapolava o formato canção em músicas com longuíssimos trechos instrumentais, muitas vezes compondo os chamados “álbuns conceituais”, discos que contavam uma história ou possuíam alguma ligação temática entre suas faixas. Assim como a guitarra elétrica se tornou marca registrada do rock n' roll, o teclado se tornou parte inerente do estilo, alcançando ou até mesmo superando sua condição de principal instrumento.
Tornou-se muito popular na década de 1970, quando o gênero alcançou seu ápice e também sua própria queda de popularidade. Ao longo dos anos apareceram muitos subgêneros deste estilo tais como o rock sinfônico, o space rock, o krautrock, o R.I.O, o metal progressivo e o avant-garde metal. Praticamente todos os países desenvolveram músicos ou agrupamentos musicais voltados a esse gênero. A queda de sua popularidade no final dos anos 1970 foi resultado direto do surgimento de expressões musicais mais simples e menos complexas acessíveis para as rádios, como o punk rock e a new wave, apesar do gênero retornar em parte na década de 1980 com uma nova roupagem, conhecido agora como rock neoprogressivo.

## Características
De acordo com entrevistas concedidas pelas bandas em documentários, não houve uma organização consciente de formação do estilo e seus protagonistas geralmente rejeitam ser rotulados, bem como, nas composições não havia padrão a ser seguido quanto a duração e forma. As principais características do rock progressivo incluem:

### Elementos essenciais
- Composições longas, com harmonia e melodias complexas, por vezes atingindo 20 minutos ou mesmo o tempo de um álbum inteiro, sendo muitas vezes chamadas de épicos, como as canções "Echoes", "Shine On You Crazy Diamond" e "Atom Heart Mother" do Pink Floyd, ou "Supper's Ready" do Genesis.
- Letras que abordam temas como ficção científica, fantasia, religião, guerra, amor, loucura e história.
- Álbuns conceituais, nos quais o tema ou história é explorado ao longo de todo o álbum, como 2112 e Hemispheres do Rush, Animals e The Wall do Pink Floyd.
- Vocalizações pouco usuais e uso de harmonias vocais múltiplas, como feito pelos grupos Magma, Robert Wyatt e Gentle Giant.
- Uso proeminente de instrumentos eletrônicos, particularmente de teclados (como órgão Hammond, piano, mellotron, sintetizadores Moog e sintetizadores ARP), além da combinação usual do rock de guitarra, baixo e bateria.
- Uso de instrumentos pouco ligados à estética do rock, como a flauta, o violoncelo, violino, bandolim, trompete e corne inglês.
- O uso de síncope, compassos compostos e mistos, escalas musicais e modos complexos, como o início do álbum Close To The Edge do grupo Yes.
- Enormes solos de praticamente todos os instrumentos, expressamente para demonstrar o virtuosismo e feeling dos músicos, que contribuíram para a fama de intérpretes como Rick Wakeman, Neil Peart, David Gilmour e Greg Lake.
- Inclusão de peças clássicas nos álbuns, como o grupo Emerson Lake & Palmer, que incluía partes extensas de peças de Bach em seus álbuns.

Pela maior parte da crítica musical e do público, o grupo Pink Floyd é tido como uma banda de rock progressivo, pois tem como característica marcante de sua obra elementos como: músicas longas, arranjos não tradicionais, uso de sintetizadores e longas partes instrumentais. Porém, existe uma vertente de pesquisadores de música progressiva que afirma que, apesar de apresentar várias características em comum com o gênero, o Pink Floyd não poderia ser considerado progressivo, sendo rock psicodélico ou rock lisérgico a melhor definição para sua música. Segundo essa corrente, uma das principais assinaturas e característica determinante do gênero é como a música flui e se movimenta, passeado por mudanças de andamento e fórmula de compasso (influência da música clássica). Tal característica praticamente inexiste nas composições do Pink Floyd, que sempre teve o minimalismo como marca registrada. A música "Money" é uma das poucas exceções, cuja fórmula de compasso em boa parte é 7/4, porém não chega nem de perto no número de variações de clássicos do progressivo, como por exemplo "Heart of Sunrise" do Yes ou "Natural Science" do Rush.

### Modelos de composição
As composições do rock progressivo muitas vezes se inspiravam nos moldes das "suítes" eruditas:
- A forma de uma peça que é subdividida em várias à maneira da música erudita. Um bom exemplo disso é “Close to the Edge” e "And You And I" do Yes no álbum Close to the Edge, que são divididas em quatro partes, ou "2112" do Rush dividida em sete partes, ou até mesmo a instrumental "La villa Strangiato" dividida em onze partes. Outros exemplos mais recentes do metal progressivo são "A Change of Seasons" (do álbum A Change Of Seasons) e "Octavarium" (do álbum Octavarium) do Dream Theater, que é dividida em sete e cinco partes, respectivamente; e "Through the Looking Glass" (três partes), "The Divine Wings of Tragedy" (sete partes) e "The Odyssey" (sete partes) do Symphony X.
- Composição feita de várias peças, estilo “manta de retalhos”. Bons exemplos são: “Supper’s ready” do Genesis no álbum Foxtrot e o álbum Thick as a Brick do Jethro Tull.
- Harmonias feitas com base em tríades, utilizando progressões não tão usuais, o progressivo (com algumas exceções, como o grupo de Rock Progressivo Soft Machine) não utilizam acordes com sonoridades dissonantes, como feito na Bossa Nova e no Jazz.
- Uma peça que permite o desenvolvimento musical em progressões ou variações à maneira de um bolero. "Abbadon's Bolero" do trio Emerson, Lake & Palmer, “King Kong” do álbum Uncle meat de Frank Zappa são bons exemplos.

No DVD documentário "Genesis Songbook" (2001), o baixista Mike Rutherford ressalta que as composições longas e divididas em partes eram por vezes mais fáceis de compor do que faixas curtas de 3 minutos e tão somente eram um reflexo da liberdade de ideias que os músicos dispunham, e também por conter as contribuições de cada membro do grupo.

## História
O rock progressivo foi tocado pela primeira vez no final dos anos 1960, no entanto, se tornou especialmente popular no início da metade dos anos 1970. No final dos anos 1960, algumas bandas - geralmente da Inglaterra - começaram a experimentar formas de músicas mais longas e complexas pois os jovens músicos daquela geração estavam vivendo a "contra-cultura" que rompia com a cultura pop e hippie, ao passo que as gravadoras concediam liberdade de criação aos artistas contribuindo para um leque ilimitado de possibilidades em estúdio. O termo "rock progressivo" foi cunhado pela imprensa nos anos 1970 pela necessidade jornalística de atribuir rótulos ao escrever matérias e resenhas.
Inicialmente chamado de "pop progressivo", o estilo era uma consequência de bandas psicodélicas que abandonaram as tradições pop padrão em favor de instrumentação e técnicas de composição mais frequentemente associadas ao jazz, folk ou música clássica. Elementos adicionais contribuíram para seu rótulo "progressista": as letras eram mais poéticas, a tecnologia era aproveitada para novos sons, a música aproximava-se da condição de "arte", e o estúdio, não o palco, tornou-se o foco da atividade musical, muitas vezes criando música para ouvir em vez de dançar.

### Anos 1960: os precursores

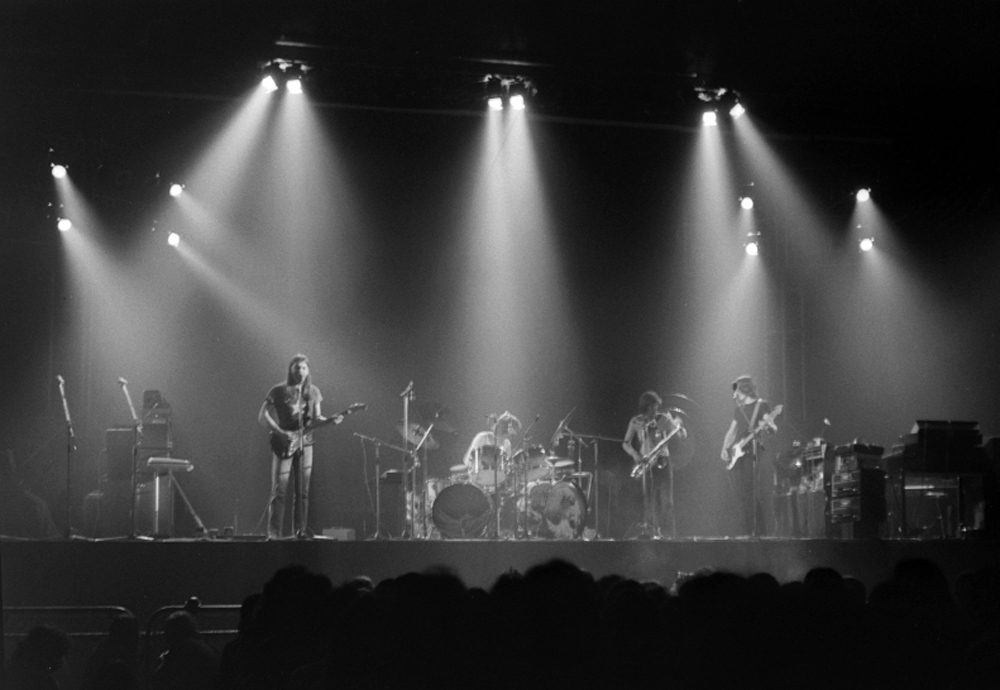
O Pink Floyd executando seu álbum The Dark Side of the Moon

O rock progressivo nasceu de uma variedade de influências musicais do final da década de 1960, particularmente no Reino Unido. Entre outros desenvolvimentos, os Beatles, em sua fase psicodélica e outras bandas de rock psicodélico começaram a combinar o rock and roll tradicional com instrumentos da música clássica e oriental. Os primeiros trabalhos foram do Pink Floyd e Frank Zappa que já mostravam certos elementos do estilo. A composição "Beck's Bolero", de Jeff Beck, Keith Moon, John Paul Jones, Nicky Hopkins Jimmy Page em 1966, é um retrabalho de "Bolero" do compositor francês Maurice Ravel. A cena psicodélica continuou o constante experimentalismo, começando peças bastante longas, apesar de geralmente sem tanto tratamento quanto à estrutura da obra (como por exemplo em "In-A-Gadda-Da-Vida" de Iron Butterfly). A banda inglesa The Moody Blues, foi uma das precursoras do gênero com o álbum Days of Future Passed.
Pioneiros alemães da música eletrônica como Tangerine Dream introduziram o uso de sintetizadores e outros efeitos em suas composições, geralmente em álbuns puramente instrumentais. Em meados da década de 1960 o The Who também lançou álbuns conceituais e opera rocks, apesar de ser baseado principalmente na improvisação do blues, assim como feito por outras bandas contemporâneas tais como Cream e Led Zeppelin.

### Anos 1970: nascimento, auge e queda

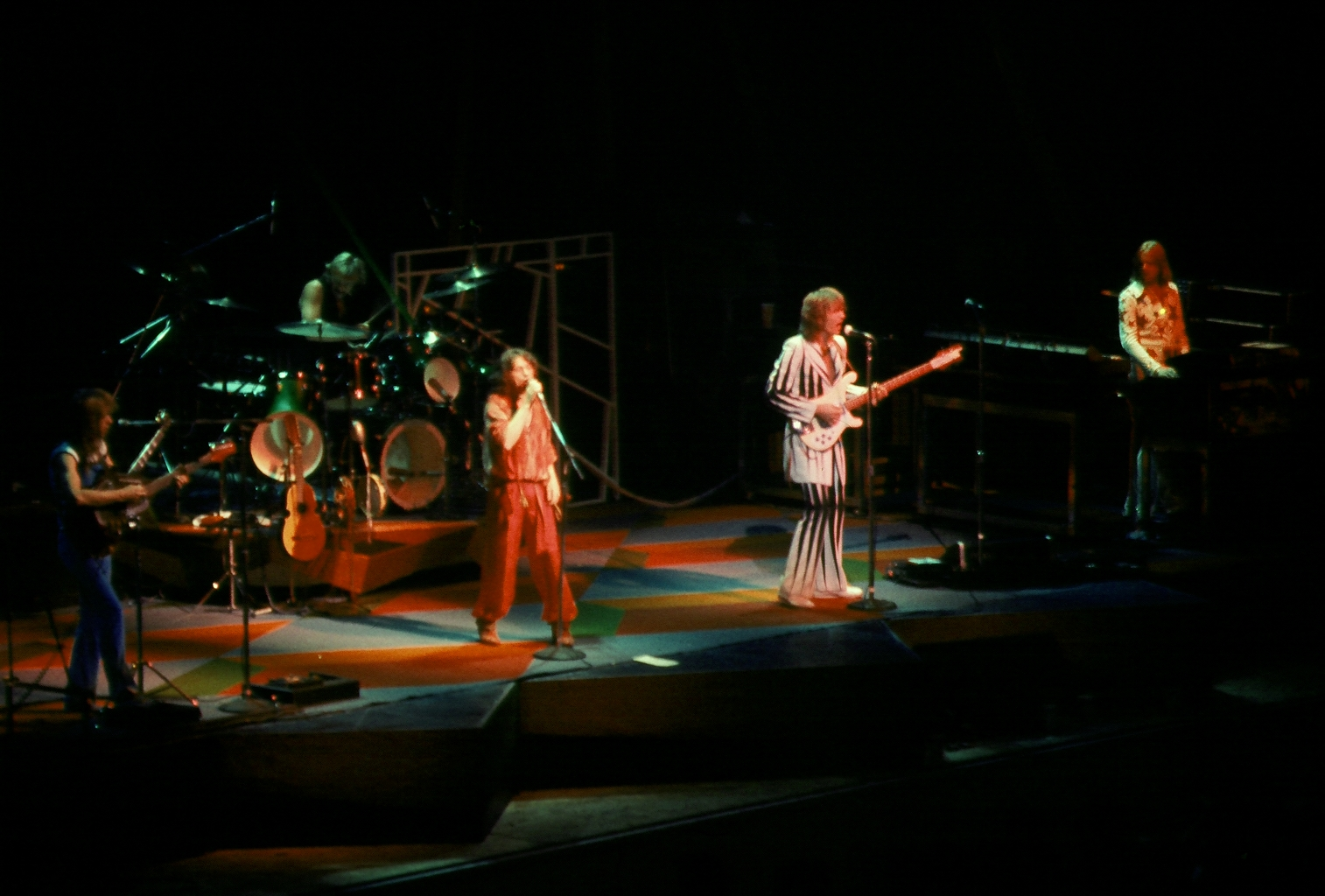
Yes em concerto, 1977.

Bandas tidas como referência do rock progressivo incluem The Nice e Soft Machine, e apesar das origens terem sido formadas em meados da década de 1960 foi somente em 1969 que a cena estaria se formando concretamente, como evidenciado pela aparição de King Crimson em fevereiro desse mesmo ano. A banda foi seguida rapidamente de outras bandas do Reino Unido incluindo Yes, Pink Floyd, Genesis, Emerson Lake and Palmer e Jethro Tull, e outras bandas menos famosas, como Focus, Family, Traffic, Camel dentre outras. Exceto pelo ELP, tais bandas começaram suas carreiras antes do King Crimson, mas mudaram o curso de sua música consideravelmente após o lançamento do álbum In the Court of the Crimson King, considerado o marco zero definitivo do rock progressivo.
As bandas que mais contribuíram para o nascimento desse estilo, no qual viria tornar-se famosíssimo foram: Yes, Emerson, Lake & Palmer, Rush, Genesis, Pink Floyd, Jethro Tull e King Crimson.
As músicas que mais refletiram o que foi o Rock Progressivo e que se tornaram mais famosas foram: "Roundabout" do Yes, "Karn Evil 9"(principalmente a 1st impression, pois a 2nd e 3rd impression são solo de piano e bateria) de Emerson, Lake & Palmer, "2112" do Rush, "The Knife" do Genesis, "Proclamation" do Gentle Giant, "Echoes" do Pink Floyd, "Thick as a Brick Part I & II" do Jethro Tull e "The Court of the Crimson King" do King Crimson.
O rock progressivo ganhou seu momento quando os fãs de rock estavam em desilusão com o movimento hippie, movendo-se da música popular sorridente da década de 1960 para temas mais complexos e obscuros, que motivavam a reflexão. Ao contrário da música pop em geral, que limitava o universo lírico das canções com uma abordagem mais radiofônica e amorosa, o lirismo do rock progressivo se expandia livremente com letras que abordavam temas como ficção científica, fantasia, religião, guerra, amor, loucura, história etc. O álbum Trespass do Genesis inclui a canção "The Knife", que retrata um demagogo violento, e "Stagnation", que retrata um sobrevivente de um ataque nuclear. O grupo Van der Graaf Generator também abordava em suas obras temas existenciais que relacionavam-se com o niilismo, além de suas críticas ao mundo moderno e questões metafísicas. O álbum Brain Salad Surgery do supergrupo Emerson, Lake & Palmer inclui a suíte "Karn Evil 9", que retrata a conspiração entre seres humanos e máquinas em um mundo sombrio onde a humanidade está sendo destruída ou entrou em decadência e desamparo. O álbum The Dark Side of the Moon, um dos maiores sucessos do grupo Pink Floyd, aborda temas existencialistas como conflito, ganância, a passagem do tempo, morte e insanidade, este último inspirado em parte pela deterioração do estado mental de Syd Barrett, ex-membro do grupo.
Desde o início do gênero, embora não estabelecido como regra geral entre os artistas do gênero, era comum o uso de capas criativas e enigmáticas, criadas para abordar um determinado tema com diferentes significados. Grandes artes foram criadas por artistas, ilustradores e designers, os mais famosos sendo o ilustrador britânico Roger Dean, a agência Hipgnosis, Storm Thorgerson, Aubrey Powell, Peter Christopherson, Paul Whitehead, Mark Wilkinson entre outros. As capas de discos de muitas bandas do estilo também seguiram a tendência "perfeccionista" do gênero, sendo a mesma tratada como uma "obra de arte" a ser trabalhada e apresentada ao público. A capa do álbum In the Court of the Crimson King uma das mais importantes bandas do progressivo é sem dúvida um grande clássico. Feita por Barry Godber – morto um ano depois, de ataque cardíaco – ela transmite toda a proposta que a banda desejou passar através das músicas. “Se você cobrir o rosto sorridente, os olhos revelam uma tristeza incrível. O que se pode acrescentar? Ele reflete a música”, explicou o guitarrista Robert Fripp. Como curiosidade, as cenas do filme Avatar (2009) foram inspiradas nas pinturas do desenhista Roger Dean, famoso por seus trabalhos surreais e conhecido por projetar várias das capas do grupo Yes.
O estilo foi especialmente popular na Europa e em partes da América Latina. Várias bandas fora do Reino Unido que seguiram a trajetória dos britânicos foram o Premiata Forneria Marconi, Area, Banco del Mutuo Soccorso e Le Orme da Itália, além de Ange, Gong e Magma da França. A cena italiana foi posteriormente categorizada como rock sinfônico italiano. A Alemanha também produziu uma cena progressiva significante, geralmente referida como Krautrock. Os Psico, Tantra, Quarteto 1111 e José Cid, cujo disco 10 000 anos depois entre Vénus e Marte é considerado um dos melhores de rock progressivo, protagonizaram o género em Portugal.  No Brasil, Os Mutantes combinaram elementos da música brasileira, rock psicodélico e outros sons experimentais para criar um som diferente do que havia sido feito até o presente momento, com letras inspiradas pela fantasia, literatura e história. A banda introduziu o Mellotron no Brasil (embora não existam fontes, nota-se que o instrumento nunca foi ouvido na música brasileira até a gravação do compacto Mande Um Abraço pra Velha em 1972) além do primeiro amplificador Leslie rotatório para órgão Hammond. Outras bandas brasileiras que contribuíram à cena progressiva nacional são O Terço, Som Nosso de Cada Dia, Marco Antônio Araújo, A Barca do Sol, Moto Perpétuo, Módulo 1000, Bacamarte e Som Imaginário. As mais recentes poderemos citar Quaterna Réquiem, Tempus Fugit, Vitral, Lummen, Caravela Scarlate, Arcpélago, Únitri, Cálix e Kaoll.
Um grande elemento de vanguarda e contracultura é associado com o rock progressivo. durante a década de 1970 Chris Cutler do Henry Cow ajudou a formar um grupo de artistas referidos como Rock in Opposition, cuja proposta era essencialmente criar um movimento contra a atual indústria da música. Os membros originais incluíam diversos grupos tais como Henry Cow, Samla Mammas Manna, Univers Zéro, Etron Fou Leloublan, Stormy Six, Art Zoyd, Art Bears e Aqsak Maboul.
Fãs e especialistas possuem maneiras divergentes de categorizar as diversas ramificações do rock progressivo na década de 1970. A Cena Canterbury pode ser considerada um sub-gênero do rock progressivo, apesar de ser muito mais direcionado ao jazz fusion, encontrado em bandas como Traffic. Outras bandas tomaram uma direção mais comercial, incluindo Renaissance, Queen e Electric Light Orchestra, e são algumas vezes categorizadas como rock progressivo. Através do tempo, bandas como Led Zeppelin e Supertramp também incorporaram elementos não usuais em seu som tais como quebras de tempo e longas composições.

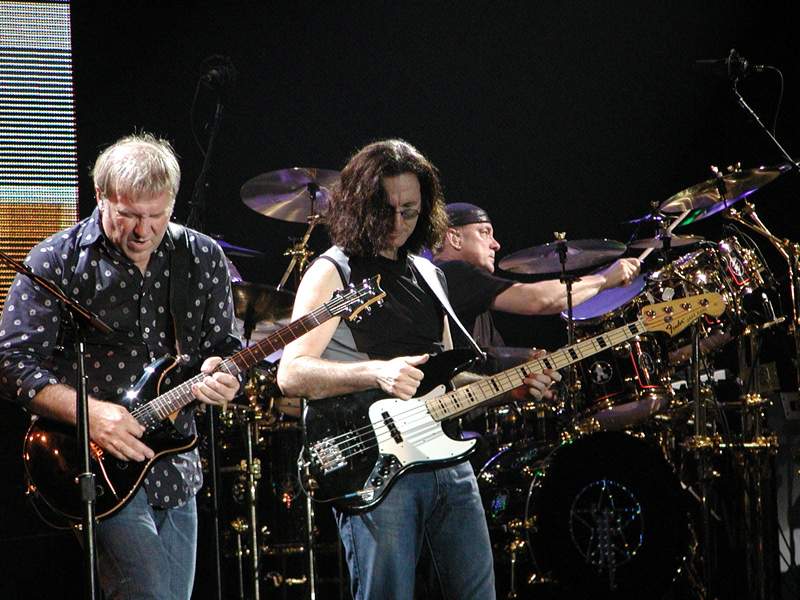
O Rush foi uma banda não europeia muito bem sucedida com influências do gênero.

A popularidade do gênero atingiu seu auge em meados da década de 1970, quando os artistas regularmente atingiam o topo das paradas na Inglaterra e Estados Unidos. Nessa época começaram então a surgir bandas estadunidenses como Kansas e Styx, que apesar de existirem desde o começo dos anos 1970, tornaram-se sucesso comercial após o vinda do rock progressivo às Américas. A banda de Toronto, Rush, também foi muito bem sucedida fazendo um hard rock com influências progressivas, com uma sequência de álbuns de sucesso desde meados da década de 1970 até atualmente.
Com o advento do punk rock no final da década de 1970 as opiniões da crítica na Inglaterra voltaram-se ao estilo mais simples e agressivo de rock, com as bandas progressivas sendo consideradas pretensiosas e exageradas em demasiado, terminado com o reinado de um dos estilos mais liderantes do rock. Tal desenvolvimento é visto frequentemente como parte de uma mudança geral na música popular, assim como o funk e soul foram substituídos pela música disco e o jazz ameno ganhou popularidade sobre o jazz fusion. Apesar disso, algumas bandas estabelecidas ainda possuíam ampla base de fãs, como Rush, Genesis e Yes continuaram regularmente no topo de paradas e realizando grandes turnês. Em torno de 1979, é geralmente considerado que o punk rock evoluiu para o New Wave.

### Anos 1980: o rock neoprogressivo
Os princípios dos anos 1980 assistiram o retorno ao gênero, através de bandas como os Marillion, IQ, Pendragon e Pallas. Os grupos que apareceram nesta altura são por vezes chamados de “neoprogressivos”. Foram amplamente inspirados pelo rock progressivo, mas também incorporaram  fortemente elementos do new wave. É caracterizado pela música dinâmica, com grande presença de solos tanto de guitarra quanto de teclado. Por esta altura alguns dos grupos leais ao rock progressivo mudaram a sua direção musical, simplificando as suas composições e incluindo mais abertamente elementos eletrônicos. Em 1983 os Genesis alcançam um grande êxito internacional com a música “Mama”, que tinha um forte ênfase na bateria eletrônica. Esta canção foi gravada em um álbum que também celebrizou o clássico "Home by the Sea", que apresentava uma versão com letra e outra instrumental. Em 1984, o Yes alcança um grande êxito com o álbum 90125 e o sucesso “Owner Of A Lonely Heart”, que continha (para aquela época) efeitos eletrônicos modernos e era acessível a ser tocada em discotecas e danceterias. Em 1983 é criado o Apocalypse, um dos principais grupos brasileiros de progressivo. O grupo lançaria 10 álbuns, incluindo 4 álbuns na Europa, e gravaria o primeiro álbum duplo ao vivo de rock progressivo brasileiro nos EUA.

### Anos 1990:third wavee metal progressivo

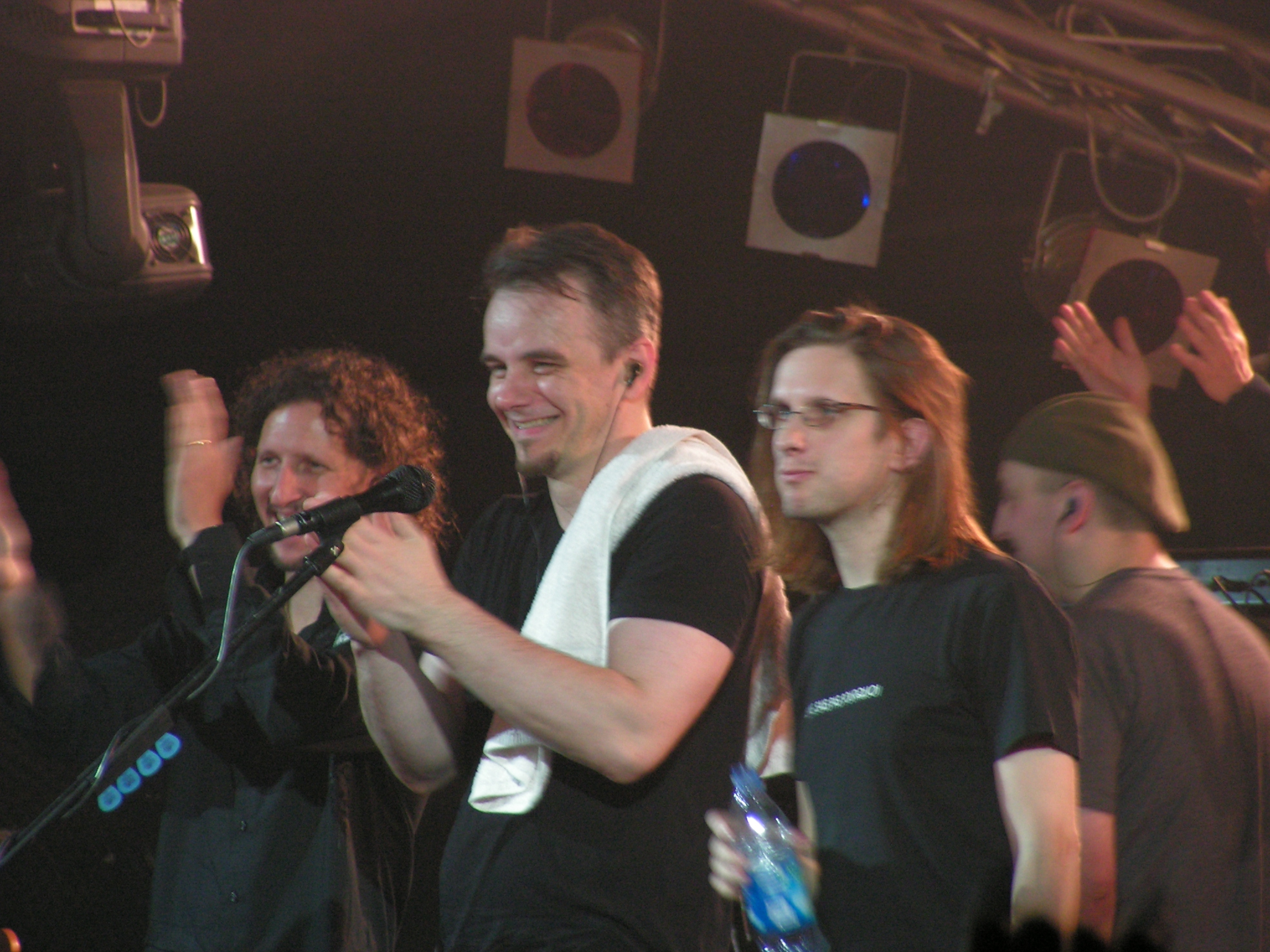
Porcupine Tree após concerto.

Nos anos 1990 outras bandas começaram a reviver o estilo com a chamada third wave, composta por bandas como os suecos The Flower Kings, os ingleses Porcupine Tree, os escandinavos e os americanos Spock's Beard e Echolyn, que incorporaram o rock progressivo no seu estilo único e eclético. apesar de não soar igual, tais bandas estão muito relacionadas com os artistas da década de 1970, considerados por alguns inclusive uma fase retrô do estilo.
Enquanto isso (da metade da década de 1980 em diante para ser mais exato), estava havendo o surgimento do metal progressivo, um estilo comercialmente bem sucedido que uniu vários elementos do rock progressivo ao heavy metal. Isso trouxe para o estilo uma maior técnica, fruto de uma aprendizagem acadêmica, capacitando-as a explorar músicas longas e álbuns conceituais. Bandas do estilo incluem Dream Theater, Fates Warning, Tool, Symphony X, Queensrÿche (Estados Unidos), Ayreon (Países Baixos), Opeth, Pain of Salvation, Ark, A.C.T (Suécia), Spiral Architect, Circus Maximus, Conception(Noruega), e no Brasil, o Mindflow. Bandas da década de 1970 frequentemente citadas como referência para o metal progressivo coincidem com as mais bem sucedidas, tais como Yes, Rush, Pink Floyd e Genesis.
No trabalho de grupos contemporâneos como os Radiohead e bandas post rock como Poets of the Fall, Sigur Rós e Godspeed You! Black Emperor, estão presentes alguns dos elementos experimentais do rock progressivo. Entre os músicos mais experimentalistas e de vanguarda, o compositor japonês Takashi Yoshimatsu cita o rock progressivo como sendo a sua primeira influência.

### Anos 2000 e 2010: festivais
Na década de 2000 e na última década e meia surgiram, no mundo inteiro, vários festivais dedicados ao género. Como exemplo cite-se o prestigiado festival português Gouveia art rock que se realiza desde 2003 e já é considerado um evento de referência em todo o mundo.

## Cena italiana: Rock progressivo italiano - "RPI"

### Início do sub-gênero
Os tempos turbulentos dos anos 1960 envolvendo a política e religião nacionais afetaram inúmeros músicos em busca de algo novo - alguma maneira de paralelo ao clima político através da mídia artística. Variando de estudantes de conservatório altamente qualificados a cantores e compositores locais, esse espírito conseguiu cativar um país inteiro em poucos anos. Os jovens estavam inquietos, explodindo com um desejo ardente de mudar a atmosfera sóbria e sufocante da sociedade italiana a partir de um de seus símbolos, sua venerável tradição musical. A maioria dos músicos tinha inclinações de esquerda mais ou menos fortes (o principal exemplo sendo o Area), enquanto os poucos exemplos de bandas abertamente de direita nunca conseguiram sair da obscuridade ou ganhar mais do que seguidores estritamente cult.
Sem uma forte tradição de rock nos anos 1960, a Itália produziu principalmente bandas de batida de qualidade variável, bem como cantores bem versados na longa tradição de canzone do país. À medida que o maremoto da contracultura varreu, trouxe uma revolução não apenas na forma de rock progressivo, mas também em diferentes formas de rock continental mais pesado que estava se estabelecendo na mesma época. As influências psicodélicas e a incorporação da música clássica podem ter sido os mesmos trampolins usados pela maioria das outras cenas progressivas ao redor do mundo durante o mesmo período, mas mesmo neste estágio embrionário havia um cheiro de algo mais no ar. No final dos anos 1960, quando a cena beat já caminhava para o declínio, várias bandas se formaram, algumas delas lançando singles (ou mesmo álbuns) que preencheram a lacuna entre a música beat, a música convencional italiana fácil de ouvir (musica leggera), e novas ideias vindas da Grã-Bretanha - entre eles, New Trolls, Le Orme, Panna Fredda, I Quelli (que mais tarde se tornaria Premiata Forneria Marconi), Il Mucchio e Fabio Celi e gli Infermieri.
"Queríamos colocar algumas improvisações entre as partes cantadas e tivemos que decidir sobre o estilo a seguir... Depois de ter ido ao festival Isle of Wight, ficou claro para todos nós que não poderíamos manter em tocar as músicas usuais com versos e refrões." - Toni Pagliuca, Le Orme.

### Os anos dourados
Ver também: Festival di Musica d'Avanguardia e di Nuove Tendenze
O início da nova década viu o surgimento de um número incontável de bandas e artistas, alguns dos quais se tornariam atos de sucesso. PFM, Banco del Mutuo Soccorso, Osanna, Il Balletto di Bronzo, Quella Vecchia Locanda pertencem a este grupo, com todos, exceto o último, ainda ativo no momento da redação. Alguns outros só conseguiram lançar um álbum (ou até mesmo um punhado de singles) antes de se separarem. A febre do rock progressivo se tornou tão difundida na Itália que alguns especialistas dizem que todos os artistas e bandas na Itália produziram pelo menos um álbum progressivo durante esse período. Vários artistas conhecidos do mainstream começaram sua carreira com um álbum progressivo, como os cantores e compositores Riccardo Cocciante (com Mu) e Ivano Fossati (com o primeiro álbum Delirium, Dolce acqua). Ou, como Lucio Battisti ou Fabrizio De André, lançaram discos fortemente influenciados pelo prog quando o movimento estava no auge.
Durante os anos de pico do movimento RPI no início dos anos 1970, inúmeras bandas mostraram seu talento nos muitos festivais pop organizados em toda a Itália. Os festivais eram muitas vezes gratuitos e ostentavam um nível de liberdade artística e competição raramente visto na música popular. Os fãs testemunharam bandas saindo da obscuridade para competir no mesmo palco que os pesos pesados. Essa competição musical criou uma espécie de espiral ascendente; todos tentaram superar uns aos outros, produzindo sons únicos e incorporando influências díspares em suas músicas. A variedade da música foi às alturas, com todas as bandas compartilhando as mesmas aspirações, embora raramente o mesmo som. Também deve ficar claro que, apesar das crenças daqueles que descartam o prog italiano como simplesmente uma falsificação britânica, muitas dessas bandas estavam criando músicas fenomenalmente originais, experimentais, de espírito livre e criativamente bem-sucedidas. Enquanto bandas do exterior ajudaram a influenciar e inspirar bandas italianas, as bandas jovens da Itália rapidamente pegaram a bola e correram com ela. É ridículo sugerir que a cena seja uma mera imitação. A espiral ascendente também significou um mercado supersaturado, no qual muitas bandas só conseguiram lançar um ou dois lançamentos com orçamento mínimo e gravação intensa. Alguns dos melhores, mais genuínos e preciosos álbuns do Rock Progressivo Italiano podem ser encontrados neste grupo: "Dedicato a Frazz" de Semiramis, "Concerto delle menti" de Pholas Dactylus, "Per un mondo di cristallo" de Raccomandata Ricevuta di Ritorno, "Zaratustra" do Museo Rosenbach e "Ys" do Balletto di Bronzo, para citar apenas alguns.
"Tivemos que enfrentar essa tradição, tivemos que lutar contra as convenções e nos recusar a ser integrados. Os Novos Sons ainda não chegaram, não havia música para os jovens, não havia nada, era preciso inventar e construir seu espaço. Talvez essa tenha sido a mola mestra que desencadeou tamanha força criativa." - Gianni Leone.
Com o tempo algumas das maiores bandas alcançaram sucesso internacional, sendo o PFM o exemplo mais conhecido. O letrista Peter Sinfield, conhecido por seu trabalho com gigantes como King Crimson e ELP, chegou a escrever para a banda, enquanto Peter Hammill forneceu letras em inglês para "Felona e Sorona" de Le Orme. Ironicamente, esse sucesso muitas vezes significou um desvio das raízes dos sons do RPI, tornando esses álbuns mais alinhados à cena britânica do que a maioria dos artistas e álbuns nos arquivos. Olhe abaixo da superfície para descobrir joias escondidas (ou não tão escondidas). Enquanto os três grandes do prog italiano frequentemente mencionados (PFM, Banco e Le Orme) são convenientemente considerados o pico por aqueles que mencionam casualmente essa cena, os entusiastas do RPI sabem que o rio é muito mais profundo, e muitos de nossos favoritos pessoais são encontrados fora desses grupos populares. Aqueles que pesquisam além da superfície descobrirão que os trabalhos mais ousados e provocativos muitas vezes foram feitos por grupos mais obscuros que lançaram um álbum fantástico e depois desapareceram no ar. Esta síndrome comum de bandas italianas "one-shot" tornou-se a ruína de muitos fãs de RPI.
Após seu desenvolvimento explosivo no início dos anos 1970, o movimento seguiu o mesmo caminho que outros movimentos musicais progressivos ao redor do mundo com a aproximação dos anos 1980. Alguns artistas influentes continuaram a lançar novos álbuns, embora nunca com o mesmo sucesso dos dias felizes. Outros mudaram com o tempo e se tornaram artistas mainstream de grande sucesso tanto na Itália quanto internacionalmente. Como em outras partes do universo prog, a quantidade e a qualidade do RPI começaram a secar um pouco no final dos anos 1970 e início dos anos 1980, embora houvesse alguns lançamentos de qualidade desse período. Esses títulos tendiam a ser mais melódicos e menos avant-garde do que o período clássico, mas eram respeitáveis. Para citar apenas alguns, havia Locanda Delle Fate, Stefano Testa, Pierpaolo Bibbo e L'Estate de San Martino. Area, Stormy Six e PFM também tinham um bom título ou dois.

### Influências musicais do Rock progressivo italiano
O prog sinfônico italiano é notável pela proeminência das influências clássicas, muitas vezes fornecendo a força motriz por trás da música. O novo ouvinte descobrirá que esse ramo específico do RPI se parece mais com música clássica em um cenário de rock, em oposição a influências clássicas ocasionais em cima do formato de rock. Além disso, as ricas e diversas tradições musicais da Itália permeiam os álbuns, criando um forte caráter nacional e até regional. Os grupos RPI do "livro-texto" geralmente podem ser identificados por um senso penetrante de melancolia romântica e um toque de terra, às vezes reforçado por elementos barrocos, às vezes por elementos mais étnicos. Outras características distintivas incluem influências evidentes de ópera e opereta, narrativa selvagem e descontrolada e, como regra geral, vocais ousados e altamente emocionais. Há galanteria extrovertida e operística e brio ou balada suave; uso emocionante de todos os tipos de teclados, com sons ouvidos em nenhum outro lugar, exceto nesta cena em particular; instrumentos exóticos como aggeggi, ottavino, mandoloncello, clavicembalo - nomes que fazem cócegas na imaginação e deixam sua marca distinta na música. Há um casamento mágico único do tradicional com o moderno, do caloroso com o selvagem. A combinação de flauta, piano e violino é frequentemente encontrada, e a interação entre os dois primeiros instrumentos em particular fornece ao subgênero uma parte justa de sua identidade e sabor.
Embora o elemento sinfônico seja de fato o mais comum no RPI, o gênero seria mais bem caracterizado como eclético. Jazz-fusion, folk, hard rock riffs à la Jethro Tull, Deep Purple e Led Zeppelin, drama intenso à Van der Graaf Generator (cujos álbuns foram reverenciados na Itália), cantor e compositor, proto-metal, blues, tendências avant, pop, psych, dark/ocult, eletrônico – a lista continua. Ainda mais surpreendente, essas diferenças de estilo podem ser encontradas em graus variados em um álbum, e ainda parecem naturais na estrutura estilística distinta mencionada acima.
Nenhuma visão geral do RPI estaria completa sem mencionar o uso da língua italiana, por muitos considerada uma das línguas mais musicais do mundo. Pode-se afirmar com segurança que o uso do italiano é inerente à alma do RPI, componente crítico para a valorização plena do subgênero. De fato, mesmo que alguns álbuns importantes do RPI fossem traduzidos para o inglês na tentativa de obter reconhecimento internacional, a maioria deles não impressiona. Eles sentem como se estivesse faltando um dos ingredientes básicos do que faz do RPI uma mistura tão bem-sucedida. Enquanto os fãs mais sérios do RPI consideram os vocais italianos essenciais para sua experiência auditiva, é justo dizer que alguns acreditam que as letras em inglês não são tão prejudiciais - mesmo que na maioria dos casos o fraseado estranho, a ênfase incorreta e o forte sotaque italiano dos cantores prejudiquem significativamente de um efeito geral autêntico. Enquanto alguns fãs de prog podem achar o estilo vocal italiano gregário desafiador no início, os novatos são encorajados a simplesmente ficar com ele por um tempo. Com apenas um esforço modesto, qualquer novato do RPI logo descobrirá que não pode imaginar essa música sem os vocais italianos tradicionais - eles realmente são a cereja do bolo.
“Progressive é basicamente uma mistura de três elementos: a música, a improvisação inspirada no jazz e a composição em estilo clássico. Na Itália temos que lidar com a nossa tradição clássica: o melodramma, Respighi, Puccini, Mascagni, mas também todos os compositores clássicos contemporâneos. É neste legado, na minha opinião, que se esconde a especificidade do rock progressivo italiano." - Franco Mussida, PFM.